# Moyale Airport
Moyale Airport (engelska: Moyale Lower Airport) är en flygplats i Kenya. Den ligger i den norra delen av landet, 600 km norr om huvudstaden Nairobi. Moyale Airport ligger 1 097 meter över havet.
Terrängen runt Moyale Airport är kuperad åt sydost, men åt nordväst är den platt. Runt Moyale Airport är det ganska glesbefolkat, med 35 invånare per kvadratkilometer. Närmaste större samhälle är Moyale, 1,4 km söder om Moyale Airport. Trakten runt Moyale Airport består i huvudsak av gräsmarker.